# Xanthophyllum borneense
Xanthophyllum borneense är en jungfrulinsväxtart som beskrevs av Friedrich Anton Wilhelm Miquel. Xanthophyllum borneense ingår i släktet Xanthophyllum och familjen jungfrulinsväxter. Inga underarter finns listade i Catalogue of Life.